# Què hi ha, Scooby-Doo?
Què hi ha, Scooby-Doo? (títol original en anglès, What's New, Scooby-Doo?) és una sèrie de televisió animada estatunidenca produïda per Warner Bros. Animation per a Kids' WB. És la novena encarnació de la franquícia Scooby-Doo que va començar amb Scooby-Doo, on ets? i la primera sèrie d'Scooby-Doo en una dècada, des que A Pup Named Scooby-Doo va acabar el 1991 i la primera des de l'execució hipotecària dels estudis Hanna-Barbera i la mort de William Hanna el 2001. Les dues primeres temporades s'han doblat al català pel canal Super3.
El programa segueix el format d'Scooby-Doo, on ets?, en què Scooby-Doo i els seus companys Fred, Daphne, Velma i Shaggy, viatgen a diferents llocs resolent misteris; aquest format està modernitzat per a Què hi ha, Scooby-Doo?, en què els personatges utilitzen tecnologia que no existia durant la producció d'Scooby-Doo, on ets?. És la primera sèrie de televisió de la franquícia en què Frank Welker, Gray DeLisle i Mindy Cohn van posar veu, respectivament, a l'Scooby-Doo, la Daphne i la Velma. És la primera sèrie d'Scooby-Doo on Scooby no té la veu del seu actor de veu original Don Messick, que va morir el 1997. Welker també va tornar-hi com la veu d'en Fred a la sèrie. Casey Kasem va tornar a donar veu a en Shaggy al programa després de cinc anys sense fer-ho. No obstant això, aquesta també seria l'última sèrie d'Scooby-Doo on Kasem posa la veu a en Shaggy abans de la mort de l'actor el 2014, si bé encara tindria treballaria a les dues sèries següents, Shaggy & Scooby-Doo Get a Clue! i Scooby-Doo! Mystery Incorporated. Aquesta sèrie també va marcar el retorn de la Velma i en Fred com a personatges principals de la franquícia habitual d'Scooby-Doo des d'Els nous misteris de l'Scooby-Doo de 1984. A Pup Named Scooby-Doo de 1988 (que també comptava amb la Velma i en Fred) va ser una preqüela de la sèrie original de 1969 Scooby-Doo, on ets?.
La sèrie es va estrenar el 14 de setembre de 2002 i va durar tres temporades abans d'acabar el 12 d'octubre de 2008. La cançó principal va ser interpretada per la banda canadenca Simple Plan. Les reposicions de la sèrie s'han emès tant a Cartoon Network com a Boomerang als Estats Units. També es va emetre a Teletoon al Canadà, i CBBC al Regne Unit, després també CITV.
El 2019, el programa es va posar a disposició de Netflix als Estats Units. El 2021, els drets es van cedir a HBO Max.